# 조 루이스 (1937년)
조 루이스(Joe Lewis, 1937년 2월 5일~)는 영국의 기업인이자 잉글랜드 프리미어리그의 토트넘 홋스퍼 FC의 대주주이다. 영국에서 6번째로 돈이많은 거부이다.
현재 바하마의 알바니에 거주하고 있으며, 보유자산은 2010년 《포브스》 발표 기준으로 약 30억 달러로 세계 316위이다.
하지만 2015년《데일리 미러》에 따르면 재산이 49억 파운드로 (달러로는 82억 달러) 한화로는 약 9조3,363억원으로 자산이 크게 증가 하였다.

## 일생과 경력
1937년 런던 동부 출생으로 초기 가족의 요리 사업을 확장하며 관광객을 대상으로 고급 제품을 판매하며 전화 거래를 하였고, 1970년대 바하마로 이동해 15개국에 진출해 175개 기업을 소유한 타비스톡 그룹을 세워 투자하였다.
타비스톡 그룹은 포트폴리오 생명 과학 칼립시스와 암브렉스, 축구팀 잉글랜드 프리미어리그의 토트넘 홋스퍼 FC와 스포츠 경기 타비스톡 컵, 제조 및 유통 캥거루스와 코텍스, 석유와 가스 및 에너지 베이콥와 팜파스 에너지, 금융 서비스와 레스토랑과 상업 속성 타마 캐피탈과 불가 라리어 부동산 개발, 민간 호화 주택 개발사 아일월쓰 골프 & 컨트리 클럽, 레이크 노나 골프 & 컨트리 클럽, 올드 보트 베이, 리조트 시설 올버니와 하모니 코브 등을 소유하고 있다.
2007년 베어스턴스에 8억 6040만 달러를 투자했다가 10억 달러의 손해를 보았다.

## 같이 보기
- 토트넘 홋스퍼 FC